# DotProject
dotProject(닷프로젝트)은 웹 기반, 다중 사용자, 다중 언어 애플리케이션 관리 프로젝트이다. 이것은 오픈 소스 소프트웨어이고, 그리고 오픈 소스 커뮤니티 프로그래머의 자발적인 참여에 의해 유지된다.

## 역사
dotProject는 본래 유저 인터페이스와 굉장히 유사하면서 프로젝트 관리 기능을 포함하는 마이크로소프트 프로젝트를 오픈소스로 대체 하기 위해 Will Ezell에 의해 개발되었다. 2000년에 시작된 프로젝트는 2001년 소스포지로 이동하였다.
2002년 말 프로젝트는 초기 팀이 dotCMS으로 이동함으로써 지연되었다. 그후 두명의 활동적인 개발자 Andrew Eddie 과 Adam Donnison은 프로젝트의 관리 권한을 얻게 되었다. Andrew는 Mambo와 Joomla로 이직하기 전까지 계속해서 프로젝트 작업을 하였고, Adam은 관리자로 남았다.
2007년 말, 새로운 dotProject 팀은 Zend 프레임워크를 통해 중요한 작업을 하였다.

## 참조
- 타임 트래킹 소프트웨어의 비교
- 프로젝트 관리 소프트웨어 목록